# 2951 Perepadin
2951 Perepadin è un asteroide della fascia principale del diametro medio di circa 49,04 km. Scoperto nel 1977, presenta un'orbita caratterizzata da un semiasse maggiore pari a 3,1325334 UA e da un'eccentricità di 0,1186177, inclinata di 14,69885° rispetto all'eclittica.